# Haruko Saida
Pour les articles homonymes, voir Saida.
Haruko Saida ((斎田 晴子, Saida Haruko) est une joueuse professionnelle japonaise de shogi née le 4 décembre 1966 à Yokosuka. 
Elle remporta le tournoi Meijin féminin en 2000.

## Biographie
Saida est née en décembre 1966 à Yokosuka.

## Palmarès
| Titre                     | Victoires  | Finales perdues  |
| ------------------------- | ---------- | ---------------- |
| Meijin féminin (ja)       | 2000       | 1993, 2001, 2007 |
| Ōshō féminin (ja)         | 1994, 1997 | 1990, 1995, 1988 |
| Coupe Kurashiki Tōka (ja) | 2006       | 1993, 1995, 2007 |